# Lifetime (Latinoamérica)
Lifetime es un canal de televisión por suscripción latinoamericano de origen estadounidense, propiedad de A+E Networks, enfocado al público femenino con programación de estilo de vida, telerrealidad, series y películas originales que tienen a mujeres en los roles principales.
En Latinoamérica, es controlado por A+E Networks Latin America y distribuido actualmente para la región por Ole Distribution, una empresa formada entre Ole Communications y Warner Bros. Discovery. Es la señal reemplazante de Sony Spin y Bio, dependiendo el cableoperador.

## Historia
Lifetime fue lanzado en Latinoamérica mediante un esfuerzo conjunto entre A+E Networks y Sony Pictures Entertainment el 1 de julio de 2014.
Es controlado por A+E Networks Latin America y distribuido actualmente para la región por Ole Distribution, una empresa formada entre Ole Communications y Warner Bros. Discovery.
El 1 de julio de 2020, con motivo de su sexto aniversario en Latinoamérica, Lifetime hizo un cambio de gráficas y logo, adoptando los que la versión estadounidense había lanzado en enero del mismo año.